# Dwutlenek węgla w atmosferze młodej Ziemi

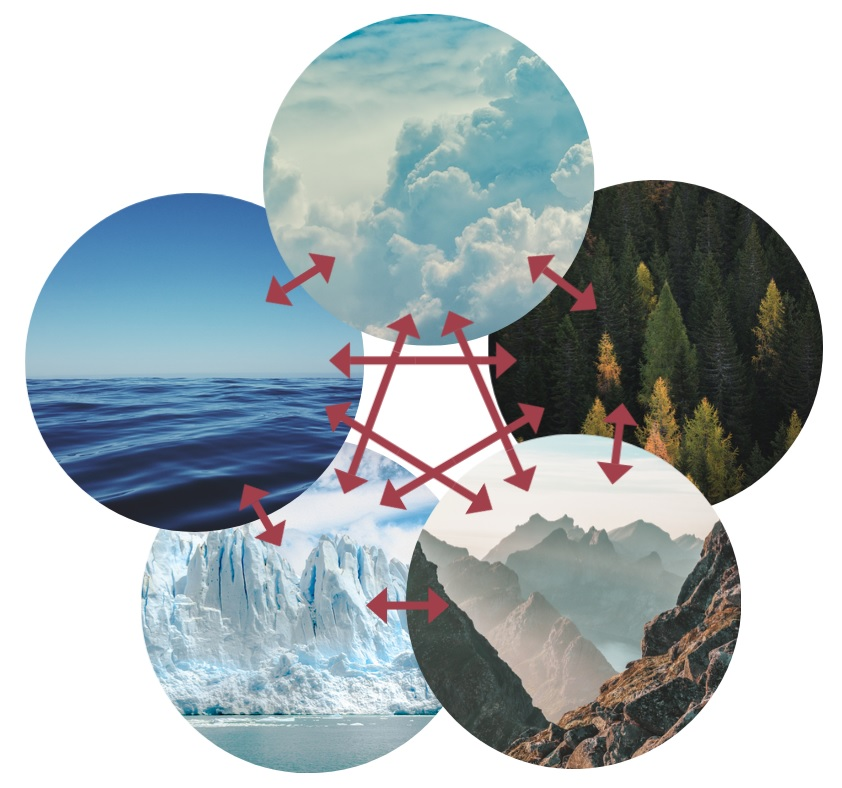
Pięć sprzężonych części system klimatyczny: hydrosfera, atmosfera, biosfera, litosfera i kriosfera

Dwutlenek węgla w atmosferze młodej Ziemi – CO2 w atmosferze Ziemi w okresie od powstania globu w młodym Układzie Słonecznym do rozpoczęcia „antropocenu” i „szóstej katastrofy” („szóste wielkie wymieranie”).
Wiedza o młodej Ziemi jest wciąż gromadzona w takich dziedzinach nauki jak astrofizyka i astrochemia (w tym badania składu powierzchni innych planet ziemskich Układu Słonecznego i pyłu kosmicznego), biologia z astrobiologia, ekologia z ekologią ewolucyjną, stratygrafia z biostratygrafią, glacjologia, paleoklimatologia i inne.
Przed początkiem rozwoju cywilizacji w holocenie (zob. ewolucjonizm kulturowo-społeczny) zmiany stężenia atmosferycznego CO2 zachodziły pod wpływem globalnych i pozaziemskich czynników naturalnych, kształtujących ziemski system klimatyczny – globalny ekosystem nazywany „maszyną klimatyczną”, zrównoważony dopóki zmiany nie przekraczają „granic planetarnych”, porównywany z „Gają” Jamesa Lovelocka i Lynn Margulis.

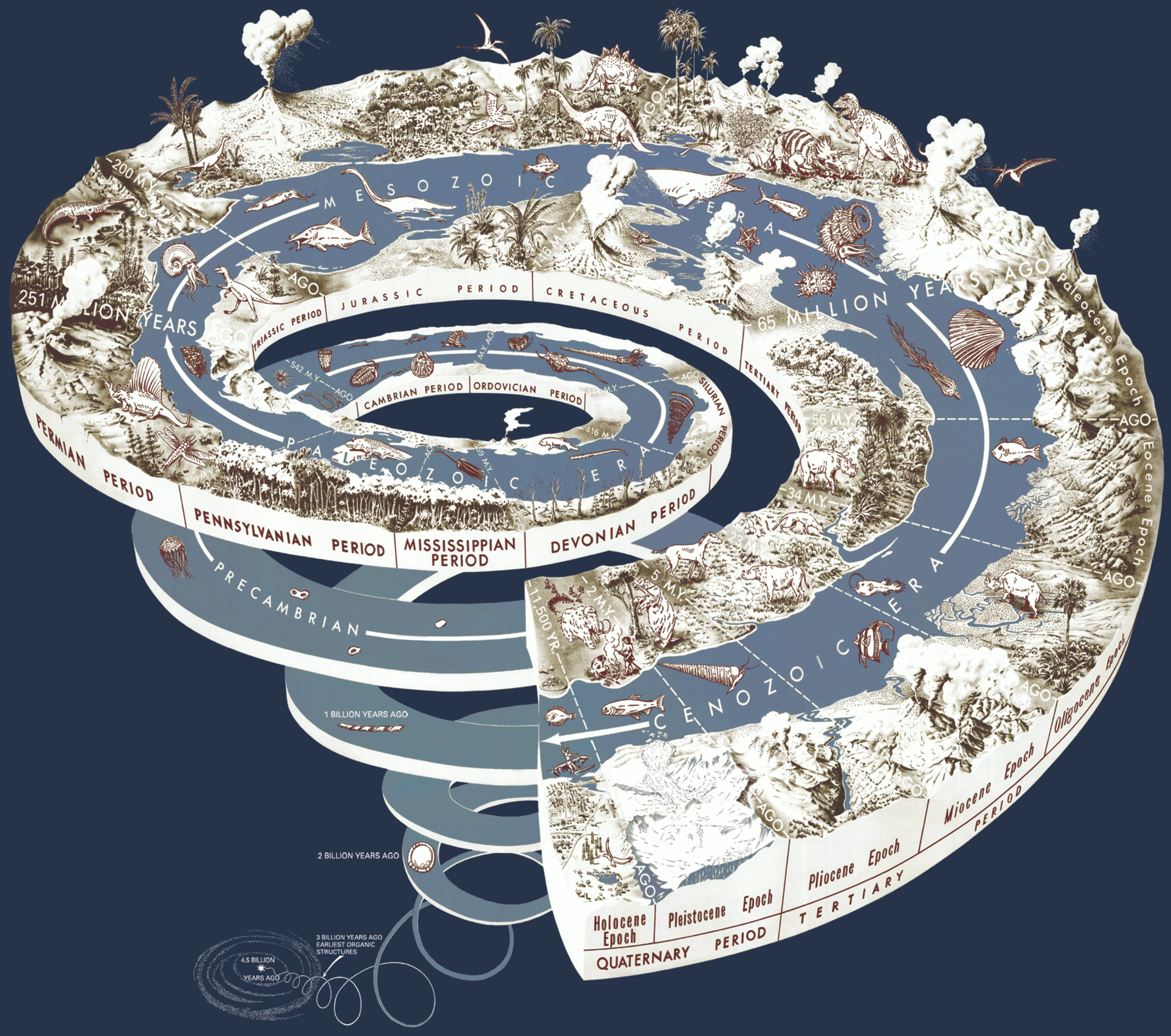
The Geologic Time Spiral, A Path to the Past (ilustrowana tabela stratygraficznau1) Dwutlenek węgla od ok. 4,5 mld latu2 uczestniczy w wymianie węgla między atmosferą, hydrosferą (z kriosferą), litosferą i biosferą („maszyna klimatyczna”). Był czynnikiem kształtującym klimat i biosferę fanerozoiku.

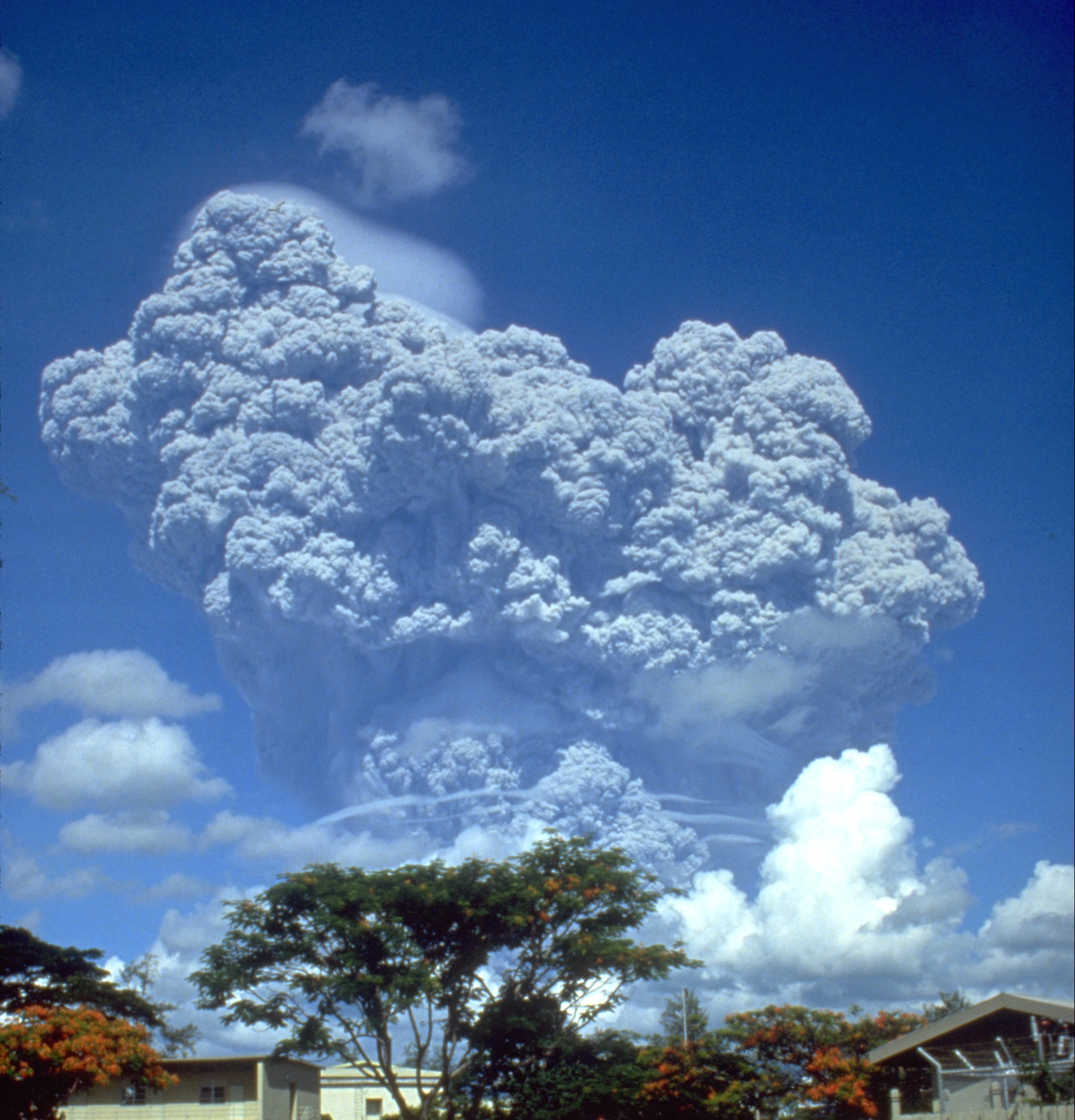
Wulkan Pinatubo – element systemu powolnej globalnej cyrkulacji węgla (czerwiec 1991)

Istotną rolę odgrywają badania wykonywane z użyciem metod datowania izotopowego. Ich wyniki dotyczące fanerozoiku są wykorzystywane w czasie tworzenia matematycznych modeli obiegu węgla w przyrodzie, modeli klimatu i ogólnej cyrkulacji.
Globalne modele klimatu są podstawą programów działań zmierzających do zahamowania współczesnego globalnego ocieplenia, spowodowanego wzrostem stężenia CO2 w atmosferze.
O zintensyfikowanie podejmowanych działań apelują liczni klimatolodzy. Wallace S. Broecker (1931–2019), nazywany „dziadkiem klimatologii” i „prorokiem zmian klimatu”, autor ponad 1000 cenionych publikacji naukowych z tej dziedziny, niedługo przed śmiercią publicznie opowiadał się za szybkim zastosowaniem metod geoinżynierii klimatu („opcji Pinatubo”). Twierdził, że dotychczasowe próby zapobieżenia klimatycznej katastrofie są niewystarczające.

## Węgiel i tlen we Wszechświecie

Ekspansja Wszechświata
Singularity – zob. osobliwość (astronomia)

Według standardowego kosmologicznego modelu Wszechświata jego wiek wynosi 13,82 mld lat – jest czasem, który upłynął od Wielkiego Wybuchu. Po tym zdarzeniu, którego pozostałością jest mikrofalowe promieniowanie tła, rozpoczął się okres pierwotnej nukleosyntezy (powstawania jąder atomowych większych niż proton), a następnie dalsza ewolucja Wszechświata.
Około 500 mln lat trwały Wieki Ciemne, czyli bezgwiezdny okres różnicowania się gęstości materii. Powstające obłoki molekularnego wodoru zapadały się grawitacyjnie w kierunku centrum (zob. niestabilność Jeansa), co umożliwiło rozpoczęcie syntez jąder pierwiastków cięższych od helu (zob. pierwotna nukleosynteza i nukleosynteza), w kosmologicznym żargonie nazywanych „metalami” (pierwsze syntezy termojądrowe). Zależnie od masy zapadającego się obłoku w jego centrum powstawały obiekty o różnej wielkości, brązowe karły (np. Gl229B w konstelacji Zająca) lub gwiazdy. Powstanie nieistniejących już gwiazd III populacji zakończyło Wieki Ciemne.
W początkowym okresie życia gwiazd dominują jądrowe reakcje „spalania” wodoru, prowadzące do powstawania helu-4 (zob. cykl protonowy). Reakcje zachodzące w kolejnych etapach ewolucji gwiazdy zależą przede wszystkim od jej masy, decydującej o temperaturze i ciśnieniu w centrum. Gromadzące się tam jądra helu mogą ulegać dalszym syntezom, jeżeli temperatura jest dostatecznie wysoka (zob. częstość występowania pierwiastków we Wszechświecie).
W różnych warstwach bardzo dużych gwiazd mogą zachodzić:
- 108 K – reakcja „trzy alfa”, „spalanie”[24] helu, powstawanie jąder węgla, a obok nich (w wyższych temperaturach) również jąder tlenu, neonu, magnezu i krzemu,
- 6·108 K – reakcje „spalania” węgla (w gwiazdach o masie > 8 mas Słońca), powstawanie jąder magnezu, sodu i neonu,
- 109 K – reakcje „spalania” tlenu, powstawanie jąder siarki, fosforu i krzemu,
- 3·109 K – reakcje „spalania” krzemu (ostatnia reakcja przed wybuchem supernowej), powstawanie jonów żelaza.

Po 13,82 mld lat przemian jądrowych wśród istniejących we Wszechświecie pierwiastków (zob. lista pierwiastków chemicznych) dominują wodór i hel, co wykazano metodami spektrofotometrycznymi (zob. spektroskopia astronomiczna). Oszacowano, że liczba ich atomów jest odpowiednio 40000 i 3100 razy większa od liczby atomów krzemu. Na liście uporządkowanej według tak zdefiniowanej względnej powszechności kolejne pozycje pierwszej dziesiątki zajmują: tlen (22×), neon (8,6× bardziej powszechny), azot (6,6×), węgiel (3,5×) krzem (1), magnez (0,91×), żelazo (0,61×), siarka (0,38×). W paleontologii i paleoklimatologii istotną rolę odgrywają izotopy tlenu i węgla (zob. listy izotopów węgla i tlenu) oraz izotopy innych pierwiastków

## Planety ziemskie Układu Słonecznego
Do planet ziemskich zalicza się Merkurego, Wenus, układ Ziemi i Księżyca oraz planetę Mars. Są to obiekty o średniej wielkości, niemal kuliste (lekko spłaszczone), zbudowane przede wszystkim z materiału w fazie stałej, wykazujące aktywność wulkaniczną i tektoniczną lub zachowujące w swojej budowie dowody wcześniejszej takiej aktywności. Powstały w procesach akrecji planetozymali i stałych cząstek obłoku pyłowo-gazowego. Po ich częściowym lub całkowitym stopieniu, pod wpływem ciepła zderzeń, dochodziło do rozdzielania składników o różnych ciężarach właściwych – dyferencjacji magmowej (w tym procesie wydzielały się dodatkowe ilości ciepła).
| Składnik | Merkury | Wenusa | Ziemiab | Marsc    |
| He       | 42      |        |         |          |
| Ar       |         |        | 0,93    | 1,6      |
| Ne       |         |        | 0,007   | 0,00025  |
| Kr       |         |        | 0,007   | 0,00003  |
| Xe       |         |        | 0,007   | 0,000008 |
| O2       | 15      |        | 21      | 0,13     |
| O3       |         |        | 0,003   | 0,000003 |
| N2       |         | 3      | 78      | 2,7      |
| H2O      |         |        |         | 0,03     |
| CO       |         |        |         | 0,07     |
| CO2      |         | 96     | 0,03    | 95,32    |

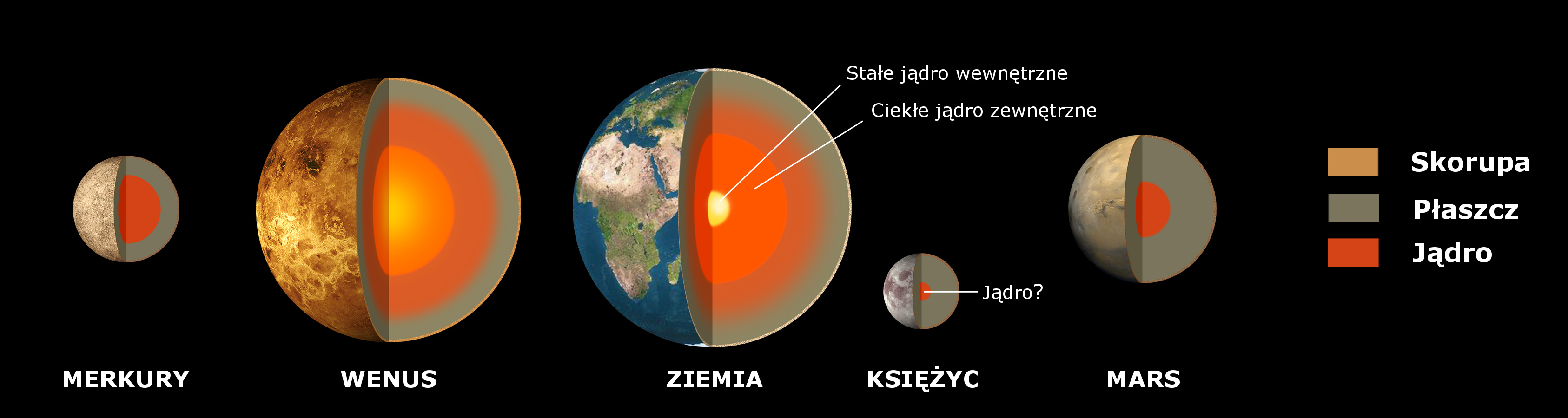
Budowa wewnętrzna planet typu ziemskiego oraz Księżyca

Długotrwałe zachowanie formy płynnej lub częściowo płynnej (plastycznej) umożliwia konwekcję i ruch płyt tektonicznych litosfery oraz związane tym zjawiska wulkanizmu, aktywności orogenicznej, sejsmiczności itp. Obecnie tektonika płyt występuje tylko na Ziemi (w przeszłości mogła występować także na Marsie i Wenus). Poza Ziemią bardzo wysoką aktywność wulkaniczną zachował Io (satelita Jowisza o promieniu podobnym do promienia Księżyca), bardzo odległy od Słońca, lecz nieustannie rozgrzewany wskutek grawitacyjnego oddziaływania swojej planety centralnej i jej innych satelitów.
Od wielkości planet w młodym Układzie Słonecznym oraz od ich położenia względem Słońca zależał również przebieg procesu uwalniania gazów w czasie stapiania zderzających się planetozymali oraz wychwytywania gazów z otoczenia – planety duże utrzymywały więcej gazów siłami grawitacji, a atmosfera planet położonych bliżej Słońca była intensywniej zrywana przez wiatr słoneczny. Skład pierwotnych atmosfer gazowych i ich grubość ulegała następnie stopniowym zmianom, decydującym o klimacie, co jest wciąż przedmiotem badań (zob. badania Marsa, Mars Odyssey, Venus Express i in.).

## Właściwości dwutlenku węgla i jego rola w ekosferach
Dwutlenek węgla jest jednym z bardzo licznych związków chemicznych, w których skład wchodzą atomy węgla i tlenu obok innych (zob. C1–C234 i O1–128). Będąc składnikiem atmosfer planet ziemskich uczestniczy w procesach geologicznych i klimatycznych (na Ziemi również w cyklu biogeochemicznym). Pochłania przechodzące przez atmosferę promieniowanie podczerwone, co jest konsekwencją budowy cząsteczki CO2. Centrosymetryczna cząsteczka (atom węgla między atomami tlenu) ma zerowy moment dipolowy. Długość wiązań wynosi 116,3 pm. Cząsteczka ma 4 wewnętrzne stopnie swobody. Wzbudzenie drgań normalnych jest związane z absorpcją promieniowania w zakresie podczerwieni (zob. spektroskopia w podczerwieni, spektroskopia oscylacyjna).
- drgania rozciągające symetryczne – 1537 cm−1,
- drgania rozciągające asymetryczne – 2349 cm−1, 4,25 μm,
- drgania zginające symetryczne i niesymetryczne: 667 cm−1, 14,99 μm.

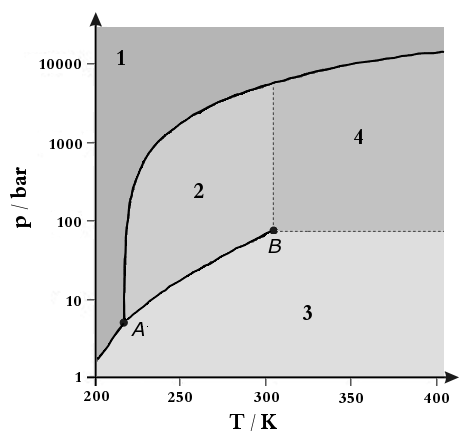
Wykres równowag faz CO_{2}: 1 – ciało stałe (suchy lód), 2 – ciecz, 3 – gaz, 4 – ciecz nadkrytyczna (zob. nadkrytyczny dwutlenek węgla, scCO_{2}), A – punkt potrójny, B – punkt krytyczny (31 °C, 7,38 MPa)

Zależnie od wartości ciśnienia i temperatury dwutlenek węgla może występować w jednym z trzech stanów skupienia, w fazie gazowej, ciekłej (ciecz lub ciecz nadkrytyczna) lub stałej.
Jako gaz dominuje w atmosferach Marsa i Wenus. Okresowo dominował również w atmosferze młodej Ziemi.
Nadkrytyczny CO2 (scCO2) ma liczne zastosowania przemysłowe. Jest przewidywane jego komercyjne stosowanie w instalacjach do równoczesnego wydobycia gazu z łupków (por. szczelinowanie hydrauliczne) i sekwestracji CO2 powstającego w czasie jego spalania. Uważa się, że scCO2 mógł zastępować wodę w procesach biogenezy na Wenus i innych planetach pozaziemskich.
Suchy lód, znany z licznych zastosowań w chłodnictwie, występuje np. w czapach polarnych Marsa.
W warunkach ziemskich duże strumienie globalnego obiegu węgla krążą w hydrosferze, dzięki procesom rozpuszczania CO2 w wodzie (przypuszcza się, że w głębszych warstwach lodowców istnieją również klatraty; zob. klatrat dwutlenku węgla).
Podczas rozpuszczania dwutlenku węgla w wodzie powstaje słaby (zob. moc kwasu) i nietrwały kwas węglowy H
2CO
3:
H
2O + CO
2 ⇌ H
2CO
3 ⇌ HCO−
3 + H+
 ⇌ CO2−
3 + 2H+

Reakcje są przyczyną zakwaszania wód w zbiornikach naturalnych.
Cząsteczki H
2CO
3 stają się stabilne przy ciśnieniu ok. 24 tys. atm i w temperaturze powyżej 97 °C. Rozważa się możliwość ich występowania w przestrzeni kosmicznej, m.in. w ogonach komet i w czapach polarnych na biegunach Marsa.
Podstawowym składnikiem wielu minerałów, tj. kalcyt, aragonit i in. (zob. skała węglanowa) jest węglan wapnia, sól kwasu węglowego i wapnia, ulegająca termicznemu rozkładowi na tlenek wapnia (wapno palone) i dwutlenek węgla:
CaCO3 → CaO + CO2
Uczestnicząc w tzw. cyklu węglanowo-krzemianowym CO2 jest wiązany przez krzemiany wapnia i magnezu. Powstające mineralne węglany (węglan wapnia i węglan magnezu) mogą ulegać kolejnym przemianom (zob. diageneza, metamorfizm, cykl skalny).
W skałach utworzonych w kolejnych epokach geologicznych zachowane są skamieniałości żyjących wówczas organizmów, np. kalcytowe płaszcze kambryjskich trylobitów (zob. fosylizacja), analizowane przez biostratygrafów.
Badania skamieniałości pozwoliły orientacyjnie określić, że życie pojawiło się na Ziemi ok. miliard lat po uformowaniu globu. Początkowo rozwijało się w beztlenowym środowisku wodnym (anaeroby, chemoautotrofizm, heterotrofizm). Wydarzeniem przełomowym w ewolucji pierwotnej ziemskiej biosfery było pojawienie się sinic (Cyanobacteria) – bakterii zdolnych do tlenowej fotosyntezy (prawdopodobnie stały się później chloroplastami innych komórek). W dalszych etapach rozwoju życia na Ziemi umożliwił budowę różnorodnych piramid ekologicznych, w których pierwszy poziom troficzny zajmują producenci – organizmy wytwarzające związki organiczne ze związków nieorganicznych. Jest rozpatrywana hipoteza, że uwalniany przez sinice tlen spowodował katastrofę tlenową (paleoproterozoik, 2,4–2,0 mld lat temu).
Dwutlenek węgla odgrywa kluczową rolę w cyklach biogeochemicznych biosfery. Jest np.:
- substratem w reakcjach fotosyntezy, takich jak np. przedstawiana w uproszczeniu synteza glukozy:

6H2O + 6CO2 + hν (energia świetlna) → C6H12O6 + 6O2↑
- produktem oddychania komórkowego, np. utleniania glukozy:

C6H12O6 + 6O2 → 6CO2↑ + 6H2O
- produktem w reakcjach biodegradacji biomasy, np. takich jak fermentacja cytrynowa, alkoholowa i inne:

3C6H12O6 + 9O2 → 2C6H8O7 + 6CO2↑ + 10H2O
C6H12O6 → 2C2H5OH + 2CO2↑
- ekologicznych badań struktur ekosystemów (A) i piramid troficznych (B),
- badań mechanizmów i szybkości obiegu węgla w przyrodzie (C), w tym globalnego „obiegu wolnego”[57][58][59][60] („termostat węglowy” Ziemi)(D),
- biochemicznych i mikrobiologicznych badań mechanizmów transportu pierwiastków biogennych w ramach różnorodnych biotopów biosfery – ekosystemów wodnych, podmokłych[61] (E), leśnych i innych.

## Ziemia jako złożony system
Atmosfera Ziemi i inne geosfery (litosfera, hydrosfera, pedosfera, biosfera) są integralnymi częściami złożonego systemu (zob. system klimatyczny, system ekologiczny, system autopojetyczny, teoria systemów) – dynamicznego układu badanego przez liczne zespoły interdyscyplinarne. Historia każdej z geosfer jest nierozerwalnie związana z historią pozostałych. Rozpoczęła się ok. 4,6 miliarda lat temu w czasie powstawania Ziemi jako jednej z planet Układu Słonecznego. Kolejne setki milionów lat trwało wyodrębnianie się jądra Ziemi otoczonego płaszczem i litosferą, a następnie wyodrębnianie się i przekształcenia geosfer. Procesy te przebiegały w polu grawitacyjnym innych obiektów kosmicznych i w warunkach zderzeń z innymi fragmentami dysku protoplanetarnego (zob. hadeik, archaik). System geosfer powstawał w polu oddziaływania zmiennego promieniowania słonecznego (zob. paradoks słabego, młodego Słońca) i kosmicznego.
Zmiany aktywności słonecznej były obserwowane systematycznie od połowy XIX wieku (Samuel Heinrich Schwabe, Rudolf Wolf). W XX wieku promieniowaniem Słońca i mechaniką nieba zajmował się Milutin Milanković. Jego krzywa promieniowania słonecznego została spopularyzowana dzięki wykorzystaniu w pracy Wladimira Köppena i Alfreda Wegenera Die Klimate der geologischen Vorzeit (wyd, 1924), z której autorami współpracował w czasie tworzenia podstawowych podręczników klimatologii i geofizyki (Handbuch der Klimatologie, wyd. 1939 i Handbuch der Geophysik, wyd. 1933). Jest znany przede wszystkim jako twórca nazwanej jego nazwiskiem koncepcji wiążącej cykliczne zlodowacenia Ziemi ze zmiennością ekscentryczności jej orbity, nachylenia osi obrotów względem ekliptyki i precesji (cykle Milankovicia) (Canon of Insolation and the Ice-age Problem, wyd. 1941).
Alfreda Wegenera, autora pracy Die Entstehung der Kontinente und Ozeane (wyd. 1915), upamiętnia nazwa pierwszej teorii wędrówki kontynentów (Teoria Wegenera; zob. też historia listosfery i cykl superkontynentalny).
Coraz pełniejsza wiedza o przekształceniach skorupy ziemskiej umożliwia wyjaśnianie ich wpływu na całość systemu klimatycznego. Ekspansji nowych fragmentów płyty oceanicznej wzdłuż grzbietów śródoceanicznych oraz procesom zachodzącym na przeciwległych granicach wędrujących płyt (np. orogeneza w strefach subdukcji) towarzyszy wulkanizm i inne ekshalacje powodujące bezpośrednie zmiany stężenia CO2 i innych gazów i pyłów w atmosferze (zob. np. pacyficzny pierścień ognia, ryfty kontynentalne itp., ... obserwacje Mauna Loa Baseline Observatory). Wpływ pośredni wywierają np. spowodowane przemieszczaniem się kontynentów zmiany kierunków i prędkości głębinowych i powierzchniowych prądów morskich, wiatrów stałych itp. (zob. cykle oceaniczne Fischera, północnoatlantyckie wody głębinowe i cyrkulacja termohalinowa). Zachodzące na wędrujących kontynentach zmiany klimatu (insolacja, opady itp.), prowadzą m.in. do zmian struktury biotopów i przebiegu procesów przyrostu i pogrzebania biomasy. Mapy ilustrujące przesuwanie się granic stref klimatycznych (np. mapy Köppena-Geigera) dostarczają istotnych informacji o zmienności warunków przebiegu przemian decydujących o obiegu materii w przyrodzie, w tym obiegu węgla (przemian geofizycznych, geochemicznych i biologicznych).
Procesy zachodzące w różnych geosferach ulegają ujemnym lub dodatnim sprzężeniom zwrotnym, pogłębiając lub niwelując odchylenie od stabilności całego ziemskiego systemu (zob. wpływ sprzężeń zwrotnych na przebieg globalnego ocieplenia).
Sprzężenia charakteryzują różnorodne biocenozy i całą biosferę (zob. równowaga biocenotyczna, sukcesja ekologiczna, klimaks, cykliczne zmiany biocenozy, superorganizm). Problematykę utrzymywania równowagi w ekosystemie traktowanym jako układ złożony ulegający samoorganizacji (koncepcja globalnej homeostazy) spopularyzowali James Lovelock, Lynn Margulis i James Watson m.in. dzięki opisom Gai – Matki Ziemi i Daisyworld – modelu planety, której temperaturę reguluje jej fitocenoza: stokrotki białe i ciemne. Albedo powierzchni modelowego globu jest zależne od ich proporcji, a proporcja od zmiennych cech siedliska, np. temperatury.
Próby wyjaśnienia mechanizmów utrzymywania równowagi w rzeczywistym ziemskim układzie klimatycznym w okresie mierzonym miliardami lat są wielokrotnie podejmowane mimo braku możliwości wykonywania eksperymentów i braku kompletnego zapisu zdarzeń historycznych. Liczne badania są prowadzone m.in. w celu określenia przyczyn i przebiegu globalnych zlodowaceń (np. Ziemia śnieżka, epizody ok. 700 i ok. 620 mln lat temu trwające 10–30 mln lat). Uzyskanie odpowiedzi na podobne pytania ułatwia ustalanie punktów krytycznych w ziemskim systemie klimatycznym (np. NADW i pętla globalnej cyrkulacji oceanicznej). Może ułatwić znalezienie skutecznych metod niwelowania przyszłych zagrożeń.

Prawdopodobne globalne wahania temperatury i opadów na przestrzeni 4,6 mld lat (1–6 – zlodowacenia)

W czasie 4,6 miliarda lat globalnych wahań temperatury i opadów na Ziemi wystąpiło kilka okresów, w których atmosferyczne gazy cieplarniane nie uchroniły Ziemi przed długotrwałymi, rozległymi zlodowaceniami. Wystąpiły np. zlodowacenia:
1. hurońskie – 2450–2220 mln lat temu, okres: sider/riak
2. Kaigas, Sturtian, Marinoan Ziemia-śnieżka – 770–635 mln lat temu, okres: kriogen
3. eokambryjskie, Gaskiers – 585–582 mln lat temu, okres: ediakar
4. saharyjskie – 460–430 mln lat temu, okres: ordowik/sylur
5. zlodowacenie Gondwany, Karoo – 360–260 mln lat temu, okres: perm/karbon
6. czwartorzędowe – 2,58–0 mln lat temu, okres: plejstocen

Przypuszcza się, że zanik zlodowacenia Ziemi śnieżki nastąpił dzięki CO2 emitowanemu w czasie erupcji wulkanicznych, a niepochłanianemu w czasie wietrzenia skał pokrytych lodem. Po 10 mln lat jego gromadzenia się w atmosferze stężenie mogło wzrosnąć do ≥20% obj., co doprowadziło do rozpoczęcia topienia się pokrywy lodowej mimo jej wysokiego albedo. Pierwsze ciemne plamy wody i miejsca lodu pokryte pyłem wulkanicznym stały się czynnikiem rozpoczynającym wyjście z okresu lodowcowego (coraz szybsze dzięki dodatniemu sprzężeniu zwrotnemu).

## Elementy historii atmosfery
Historia ziemskiej atmosfery jest częścią historii Ziemi oraz historii życia, od jego powstania w oceanach do dzisiaj.
W opisach wieloetapowego procesu ewolucji ziemskiej atmosfery bywa wyróżniany okres początkowy, w którym dominowały lekkie gazy o dużej energii kinetycznej – wodór i hel. Zostały utracone przez gorącą Ziemię wkrótce po uformowaniu się Układu Słonecznego (zob. orientacyjny skład chemiczny planet).
W czasie kolejnych miliardów lat skład atmosfery ulegał znacznym zmianom. Wyodrębnia się okresy opisywane z użyciem pojęć „pierwsza atmosfera”, „druga atmosfera” i „trzecia atmosfera” (podział związany z historią atmosferycznego tlenu). Przejście od atmosfery drugiej do trzeciej zachodziło stopniowo w okresie 2,45–1,85 mld lat temu.
Paleoklimatolodzy analizujący zmiany klimatu w tak długich i odległych okresach historii Ziemi korzystają z różnorodnych informacji pośrednich (proxy klimatyczne).
W badaniach paleoklimatologicznych dużą rolę odgrywają np. wskaźniki δ13C i δ18O, które wyznacza się określając nadwyżkę/niedobór rzadziej występującego izotopu i porównując tę wartość z określoną dla próbki standardowej. W 2007 roku opublikowano udoskonaloną metodę określania wieku skamieniałości, która polega na oznaczaniu zawartości związanych ze sobą rzadkich izotopów tlenu i węgla. Ponieważ tworzeniu wiązań między 18O i 13C w skamieniałościach (np. muszle, koralowce) sprzyjają niskie temperatury, istnieje możliwość oszacowania temperatury wody morskiej, w której żyły organizmy wiązanie 13C-18O jako „paleotermometr”. Badania potwierdziły istnienie silnego sprzężenia między wartościami temperatury i stężeniami CO2. Za miarę aktywności słonecznej uważa się wartości stężenia izotopu 10Be, bardzo dobrze skorelowane z liczbą plam na Słońcu (zob. też cykliczność aktywności Słońca, diagram Hertzsprunga-Russella i ciąg główny, przyszłość Ziemi, Układu Słonecznego i Wszechświata).

### Pierwsza atmosfera
Pierwsza atmosfera powstała ok. 4 mld lat temu (hadeik), przed osiągnięciem przez Słońce pełnej dojrzałości (zob. paradoks słabego, młodego Słońca), w okresie powstawania skorupy ziemskiej. Prawdopodobnie ok. 90% gazów uwalnianych z powierzchni stopionej materii oraz z głębi (podczas erupcji wulkanicznych) stanowiły: para wodna (ok. 4/5 atmosfery), dwutlenek węgla i metan oraz siarkowodór, amoniak, tlenek węgla, azot i in. Duży udział pary wodnej w atmosferze był konsekwencją nadal wysokiej temperatury, przekraczającej 100 °C.
Występujące we wszystkich ziemskich organizmach związki organiczne oraz najprostsze żywe komórki (zob. świat RNA, chemoton) mogły pojawić się w pobliżu kominów hydrotermalnych wkrótce po powstaniu skorupy ziemskiej i oceanów. Pierwsze hipertermofilne archeony mogły zasiedlać miejsca przypominające oazy hydrotermalne otoczenia współczesnych gejzerów i wulkanów np. w Parku Yellowstone (zob. Alvin).

### Druga atmosfera
„Drugą atmosferą” jest nazywana powłoka gazowa utworzona ok. 3,5 mld lat temu, po kondensacji pary wodnej. Dominował w niej dwutlenek węgla, uczestniczący w abiotycznym globalnym obiegu węgla w przyrodzie – rozpuszczanie się CO2 w wodzie prowadziło do powstawania chemogenicznych wapieni i do dalszych procesów cyklu skalnego (egzogeniczne i endogeniczne procesy geologiczne kształtujące powierzchnię Ziemi). Na skalnym dnie ówczesnych oceanów zostały zarejestrowane ślady wczesnej historii życia, które mogło pojawić się wcześniej ok. 4 mld lat temu (zob. ewolucja fotosyntezy i teoria endosymbiozy. Śladami życia licznych mikroorganizmów prekambru są stromatolity o charakterystycznej laminacji, powstałe z mat mikrobiotycznych. W matach liczne sinice prowadziły pierwotną fotosyntezę, dzięki czemu obok geochemicznych i geofizycznych procesów decydujących o obiegu materii w „maszynie klimatycznej” pojawiły się procesy biochemiczne.
Przypuszcza się, że pierwsze maty mikrobiotyczne powstały ponad 3,7 mld lat temu. Obecnie stromatolity są obserwowane w wielu punktach Ziemi (struktury przypominające skamieniałe trombolity zaobserwowano na Marsie, w miejscu byłego jeziora krateru Gale). Do najbardziej znanych należą aktywne współcześnie struktury w płytkiej wodzie Zatoki Rekina). Powstawały również m.in. w strefie szwu tektonicznego między prekambryjską platformą wschodnioeuropejską i platformą paleozoiczną Europy Zachodniej (szew transeuropejski). Wieloletnie badania wykonywano w Górach Świętokrzyskich oraz w Tatrach (zob. geologia Karpat).
Istnieją pośrednie dowody życia w paleoproterozoiku (2500–1600 mln lat temu) prawdopodobnie pierwszych eukariotycznych organizmów wielokomórkowych – gabonionta. Bogate gatunkowo podwodne ekosystemy fauny ediakariańskiej powstały ok. 610 milionów lat temu (Ediakar, 635–541 mln lat temu).
Wiedza o ekosystemach okresu Ediakar jest wzbogacana dzięki zaskakującym odkryciom paleontologów, takim jak odkrycie śladów fauny edikariańskiej na dnie Morza Białego (obwód archangielski). W badaniach uczestniczył m.in. Jerzy Dzik, który np. wykazał m.in., że ediakarska Dickinsonia była przedstawicielem królestwa zwierząt (takson monofiletyczny Dipleurozoa). Rozkwit prekambryjskich „faun z Ediacara” wyjaśnił uformowaniem szkieletu hydraulicznego (z zachowującą się w stanie kopalnym kolagenową błoną podstawną).
Uważa się, że rozwój ekosystemów lądowych rozpoczął się po zakończeniu powstawania charakterystycznych dla prekambru wstęgowych rud żelazistych (zob. pochodzenie rud, Grypania spiralis)

### Trzecia atmosfera
„Trzecią” jest nazywana atmosfera zawierająca tlen i umożliwiająca życie na lądzie. Jej początek jest zbieżny z wybuchem eksplozji kambryjskiej (543–530 mln lat temu), która pozostawiła liczne ślady w zapisie skalnym analizowanym przez biostratygrafów. Eon trwający od 542 ± 1 mln lat temu do dziś nazwano fanerozoik (gr. φανερός widoczny, ζωή życie). Geochronologiczne ślady życia paleontologia interpretuje stosując coraz bardziej precyzyjne metody datowania bezwzględnego, w tym przede wszystkim datowania izotopowego. Umożliwia to odtworzenie wczesnej historii życia na Ziemi i pozwala analizować zmiany struktury biosfery, nowej części ziemskiej „maszyny klimatycznej”, odgrywającej w niej rosnącą rolę (m.in. zwiększający się udział w globalnym obiegu węgla między częściami systemu klimatycznego):
litosfera ⇌ atmosfera ⇌ hydrosfera ⇌ kriosfera ⇌ biosfera
| Okres (mln lat temu) | stężenie O2 % obj. | stężenie CO2 ppm | Wydarzenia geologiczne                                                                        | Wydarzenia biologiczne |
| Kambr 541–485,4      | 12,5               | 4500             | zawartość tlenu ok. 10% współczesnej                                                          | jednokomórkowe glony, stawonogi, gąbki, szczyt trylobitów                                                                                   |
| Ordowik 485,4–443,8  | 13,5               | 4200             | połączenie kontynentów: Ameryka Pd, Afryka, Australia, Antaktyda i Indie; utworzenie Gondwany | pierwsze zielenice, dominacja arkitarchów, konodonty, ramienionogi, szkarłupnie, rafy; wymieranie ordowickie (prawdopodobny rozbłysk gamma) |
| Sylur 443,8–419,2    | 14                 | 4500             | połączenie kontynentów Ameryki Pn, Grenlandii i platformy wschodnioeuropejskiej               | psylofity, grzyby; szczyt graptolitów, ramienionogów, pierwsze ryby                                                                         |
| Dewon 419,2–358,9    | 15                 | 2200             |                                                                                               | rozwój lądowych roślin naczyniowych, pajęczaki, wije, pierwsze płazy, początek amonitów; wielkie wymieranie dewońskie                       |
| Karbon 358,9–298,9   | 32,5               | 800              | połączenie kontynentów Ameryki Pn, Europy i platformy syberyjskiej                            | rozwój otwornic, skorupiaków, pierwsze owady, dominacja płazów, szczyt paproci drzewiastych, widłaków i skrzypów                            |
| Perm 298,9–251,9     | 23                 | 900              | wymieranie permskie                                                                           | gady ssakokształtne, kotylozaury |
| Trias 251,9–201,3    | 16                 | 1750             | rozpad Gondwany                                                                               | szczyt roślin iglastych, początek ekspansji gadów naczelnych, pierwsze ssaki; wymieranie triasowe                                           |
| Jura 201–145         | 26                 | 1950             | orogeneza alpejska (okres wczesnoalpejski)                                                    | dominacja gadów i owadów na lądach, Archaeopteryx, szczyt miłorząbów;                                                                       |
| Kreda 145,0–66,0     | 30                 | 1700             | orogeneza alpejska (okres wczesnoalpejski); w końcu okresu zderzenie z asteroidą              | szczyt dinozaurów, gadów latających i morskich oraz amonitów; rozwój ssaków i ptaków, wymieranie kredowe                                    |
| Paleogen 66,0–23,03  | 26                 | 500              | orogeneza alpejska (okres środkowoalpejski)                                                   | rozwój okrytonasiennych, koewolucja kwiatów i owadów                                                                                        |
| Neogen 23,03–2,58    | 21,5               | 280              | orogeneza alpejska (okres późnoalpejski)                                                      | biomy stepowe |

Przedstawiciele różnych dziedzin i dyscyplin naukowych (fizyka, chemia, nauki biologiczne, przyrodnicze i inne nauki o Ziemi) wciąż badają ślady wymienionych i wielu innych zdarzeń, zmierzając do zrozumienia ich mechanizmów, przyczyn zajścia, przyczyn zbieżności w czasie itp. Poszukiwane są m.in. odpowiedzi na pytania o przyczyny i mechanizmy szybkiego wzrostu liczby ziemskich gatunków (powstawanie nowych gatunków, dostosowania i in.), o przyczyny i skutki masowego wymierania (m.in. pod wpływem zasadniczych zmian klimatycznych spowodowanych regresją lub ingresją mórz, wzmożonym wulkanizmem, katastrofami kosmicznymi itp.). Analizowane są struktury ekosystemów w różnych strefach klimatycznych, wielkości przepływów materii i energii między strefami, między ekosystemami lub między poziomami piramid ekologicznych, w których związany biologicznie węgiel i inne pierwiastki biofilne oraz energia przepływają w łańcuchach i sieciach troficznych.
Podejmowane są badania struktury całej współczesnej biosfery, ułatwiające tworzenie hipotez dotyczących biosfery w minionych epokach. Badania zmierzają m.in. do określenia łącznej globalnej ilości biomasy organizmów wszystkich królestw, niezbędnej do zbilansowwania strumieni węgla przepływających z ich udziałem w globalnych obiegach. Oszacowano, że materia opisanej biomasy zawiera łącznie ok. 550 gigaton węgla, w tym rośliny (głównie lądowe) ok. 450 Gt, zwierzęta (głównie morskie) ok. 2 Gt, bakterie ok. 70 Gt i archeony ok. 7 Gt. Wykazano m.in., że biomasa lądowa jest większa od morskiej o ok. dwa rzędy wielkości, a łączna masa ludzi jest o rząd wielkości większa od łącznej masy wszystkich dzikich ssaków. W globalnej piramidzie biomasy morskiej znajduje się więcej konsumentów niż producentów (piramidy odwrócone).
A. Zmiany bioróżnorodności w fanerozoiku
B. Intensywność wymierania gatunków morskich

C. Mapa W. Köppena (Handbuch der Klimatologie 1939) (zob. biomy Ziemi)

Powstają opisy dziejów Ziemi traktowanej jako jednolity system fizyczno-chemiczno-biologiczny, złożony z wielu części o różnej wielkości wzajemnie powiązanych w sieci przepływów. Coraz bogatsza wiedza o tych powiązaniach jest wykorzystywana w czasie tworzenia matematycznych modeli umożliwiających prognozowanie zmian stanu całości, w tym oceny prawdopodobieństwa zakłócenia równowagi w biosferze. Podstawą tworzonych modeli są oszacowania szybkości przemieszczania się pierwiastków i związków chemicznych w cyklach między ich rezerwuarami atmosfera, oceany, warstwy skorupy ziemskiej, biomasa zespołów organizmów (cykl hydrologiczny, cykl geologiczny, cykl skalny, cykle O2, CO2 i in.). Zmiany tempa dopływów lub odpływów powodują rozszerzanie się lub kurczenie odpowiednich rezerwuarów.

## Elementy historii atmosferycznego dwutlenku węgla i tlenu
Historia zmian stężenia dwutlenku węgla we wczesnej atmosferze jest ściśle związana z historią zmian prężności cząstkowej tlenu w tym okresie oraz stopnia natlenienia wód oceanów. Fotosynteza prowadzona przez fitoplankton lub roślinność bagnistych wybrzeży powodowała wzrost ilości czerpanego z atmosfery CO2 i ilości emitowanego do niej tlenu, który zaczął się gromadzić w tym rezerwuarze. Przypuszczano, że te procesy mogły doprowadzić do „katastrofy tlenowej”, jednak nie zostało to ostatecznie potwierdzone (badania są kontynuowane).

Zakres oszacowań ciśnienia cząstkowego tlenu p_{O_{2}} (atm) od 3,85 mld lat temu (Gyr, gigalat, mld lat) do dzisiaj (objaśnienia w tekście)

Oszacowania stężenia atmosferycznego dwutlenku węgla i tlenu w atmosferze Ziemi były celem licznych prac naukowych. Dotyczyły najczęściej okresu 541–0 mln lat temu (fanerozoik). W czasie badań warunki i wielkości przepływów CO2 i O2 między rezerwuarami określa się m.in. na podstawie wartości stosunku ich lżejszych i cięższych izotopów w badanych próbkach: 13C/12C i 18O/16O (zob. też 14C w obiegu).

Stężenie dwutlenku węgla i tlenu w atmosferze w czasie ostatnich 550 mln lat:
- czerwony – CO_{2}, wielokrotność poziomu współczesnego
- niebieski – O_{2}, procent obj.

W historii atmosferycznego tlenu obejmującej okres od 3,85 mld lat temu do dzisiaj wyróżniono 5 etapów:
- etap 1 (3,85-2,45 Gyr) – atmosfera niemal beztlenowa (możliwe wyjątki – „oazy tlenowe” w płytkich zbiornikach wodnych),
- etap 2 (2,45-1,85 Gyr) – wzrost pO2 w atmosferze do wartości 0,02–0,04 atm (płytkie oceany lekko natlenione, głębokie oceany nadal beztlenowe),
- etap 3 (1,85-0,85 Gyr) – brak znaczących zmian stężenia atmosferycznego O2; większość oceaniczmych wód powierzchniowych i wody głębinowe są słabo natlenione; tlen uwalniany z oceanów jest pochłaniany przez powierzchnie lądowe; powstaje warstwa ozonowa,
- etap 4 (0,85-0,54 Gyr) – wzrost prężności atmosferycznego O2 do wartości niewiele mniejszych niż 0,2 atm, natlenienie oceanów płytkich, wody głębinowe są nadal beztlenowe (przynajmniej w czasie intensywnych zlodowaceń neoproterozoicznych),
- etap 5 (0,54 Gyr–obecnie) – prawdopodobny wzrost do maksymalnej wartości około 0,3 atm w karbonie (przed powrotem do obecnej wartości), oceany płytkie są natlenione, a natlenienie oceanicznych wód głębinowych – silnie zmienne.

Po zakończeniu okresu zlodowaceń przedczwartorzędowych (zob. przebieg i konsekwencje zlodowacenia hurońskiego) poziom tlenu w atmosferze Ziemi zaczął szybko wzrastać, a dwutlenek węgla stał się głównym gazem cieplarnianym (zastąpił metan).

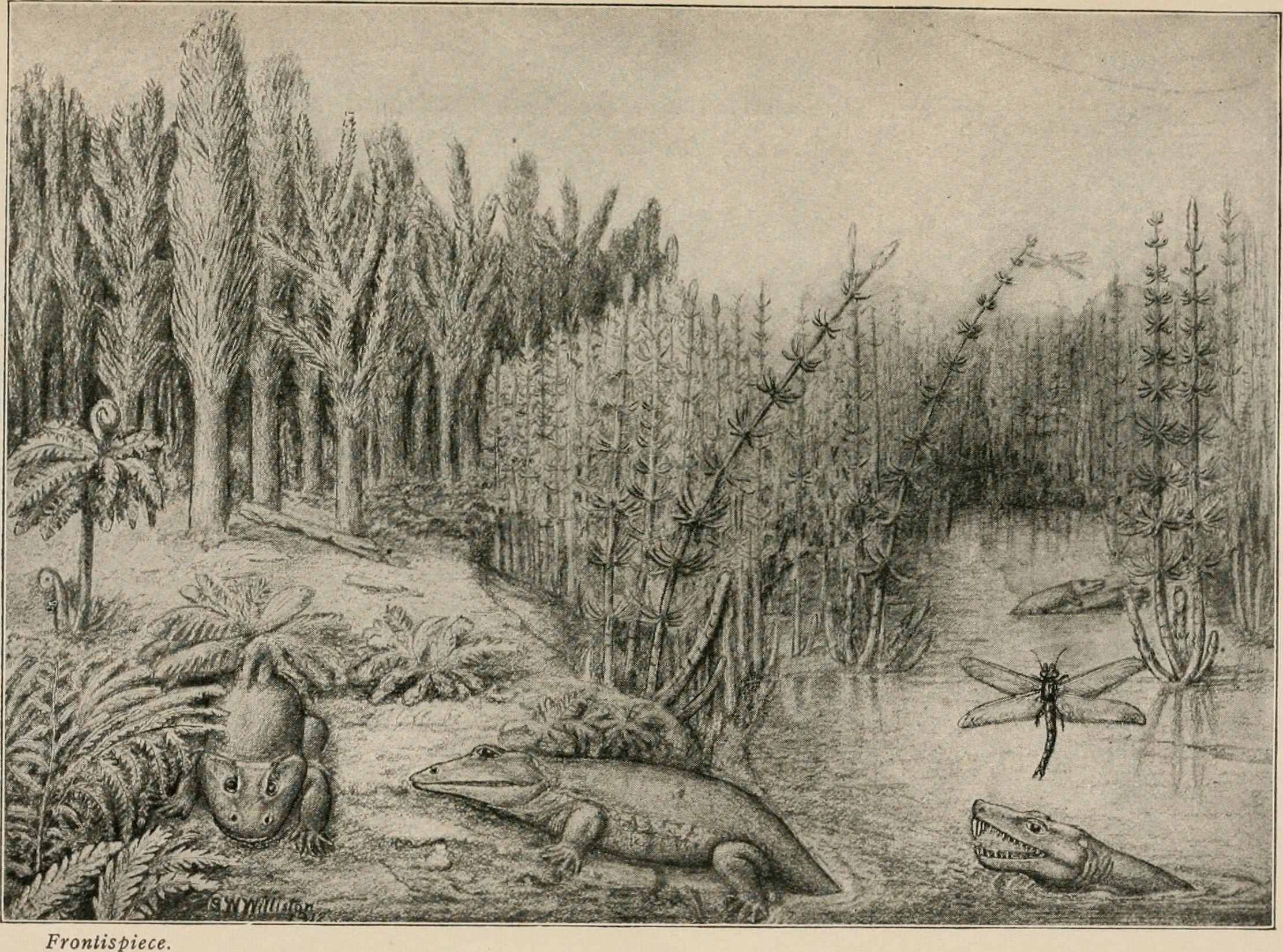
C. Stuart Gager, Heredity and evolution in plants (1920)

Szybki spadek stężenia CO2 nastąpił w dewonie. Ewolucja roślin umożliwiła wówczas ekspansję lasów w głąb lądów, daleko poza bagienne rejony obrzeży jezior i rzek. Oszacowano (model R.A. Bernera, 1994), że wietrzenie (uwęglanowienie skał, zob. cykl węglanowo-krzemianowy) na tych obszarach wzrosło co najmniej siedmiokrotnie. Tendencja nasiliła się w karbonie wskutek pogrzebania wielkich ilości węgla organicznego w anoksycznych i zakwaszonych bagnach, co doprowadziło do osiągnięcia minimum stężenia atmosferycznego CO2 (poziom współczesny) na granicy z permem. Okres zakończyło największe z masowych wymierań, którego przyczyny nie zostały ostatecznie wyjaśnione.
Klimat Ziemi w plejstocenie, po uformowaniu się współczesnych kontynentów i oceanów (ostatni milion lat), charakteryzują ślady cyklicznych zlodowaceń (zlodowacenia plejstoceńskie), umożliwiające sformułowanie koncepcji działania w tym okresie „maszyny klimatycznej”. Jest opisywana z wykorzystaniem teorii Milankovicia oraz koncepcji dotyczących południkowej cyrkulacji wymiennej (ang. Meridional Overturning Circulation, MOC; Thermohaline circulation, THC) spowodowanej zależnością gęstości wody morskiej od jej zasolenia i temperatury oraz zachodzącej pod wpływem prądów morskich i wiatrów. Istotna rola jest przypisywana różnicy między biegunami, decydującej o wrażliwości na zmiany ilości docierającej energii promieniowania słonecznego (południe – lądolód na kontynencie otoczonym wodą; północ – powierzchnia wód Oceanu Arktycznego otoczona lądami).
W uproszczonych opisach mechanizmu działania globalnego „pasa transmisyjnego” (MOC) wyróżnia się etapy (daty dotyczą ostatniej deglacjacji):
1. ocieplenie Arktyki na skutek wystąpienie orbitalnych warunków największego nasłonecznienia w lecie (19 tys. lat temu)
2. topnienie lądolodów w Europie i Ameryce Północnej, wprowadzenie wielkich ilości słodkiej wody do Północnego Atlantyku
3. zwolnienie cyrkulacji termohalinowej w Atlantyku – zahamowanie transportu ciepła z południa na północ i ogrzewanie oceanów półkuli południowej (początek ok. 18 tys. lat temu)
4. uwalnianie rozpuszczonego CO2 z ogrzanych wód oceanicznych (ok. 17,5 tys. lat temu) i zmniejszenie efektywności działania fitoplanktonu jako oceanicznej pompy biologicznej
5. globalne rozprzestrzenianie się CO2 uwolnionego do atmosfery, ocieplenie Antarktydy i transport na północ
6. zanik lądolodów, zmniejszenie albedo, uruchomienie innych dodatnich sprzężeń zwrotnych...

W okresie maksimum ostatniego zlodowacenia na półkuli północnej warstwa pokrywy śnieżnej osiągnęła grubość 3–4 km. Lodowce istniały w Alpach, Himalajach i in. (zob. zlodowacenia na terenie Polski, zlodowacenie północnopolskie). Poziom mórz obniżył się o ok. 120 m.
Po zakończeniu ostatniego ze zlodowaceń plejstoceńskich nastąpiły zmiany klimatyczne, które mogły mieć wpływ na kierunki rozwoju rodzaju Homo (zob. młodszy dryas a początek rolnictwa, Żyzny Półksiężyc i historia rolnictwa). Po kolejnych tysiącleciach stężenie CO2 w atmosferze zaczęło ulegać zmianom pod wpływem intensywnej działalności rolniczej i przemysłowej, zmierzającej do zaspokojenia potrzeb szybko rosnącej liczby ludzi. Dzisiejsze wartości tego stężenia są regularnie mierzone, co umożliwia kontrolę poprawności prognoz i udoskonalanie matematycznych modeli opracowywanych przez paleoklimatologów.

## Postęp nauk o Ziemi i prognozowanie przyszłości

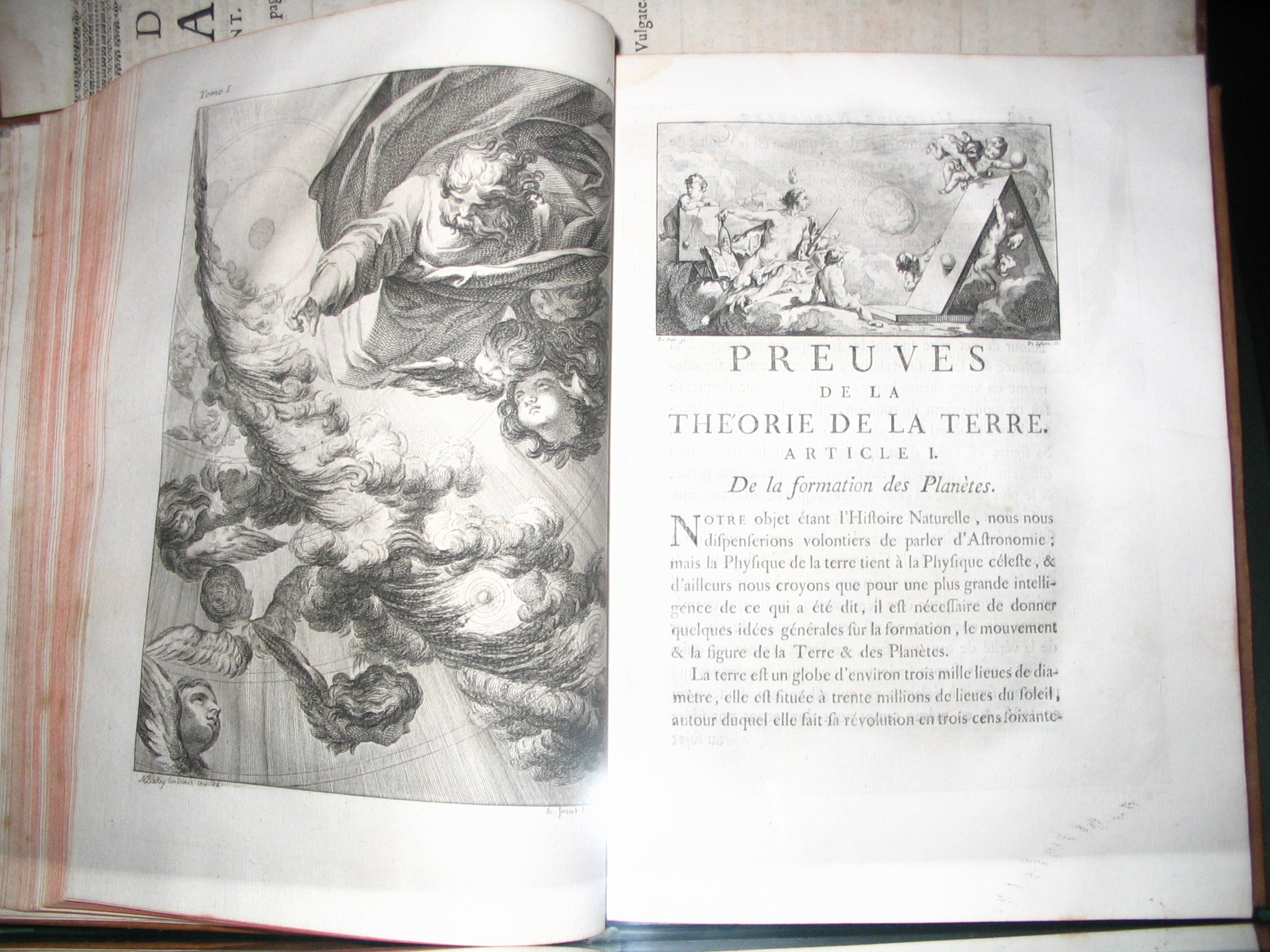
Preuves de la théorie de la Terre w Musée Buffon

Zestaw laboratoryjny Johna Tyndalla (1861)

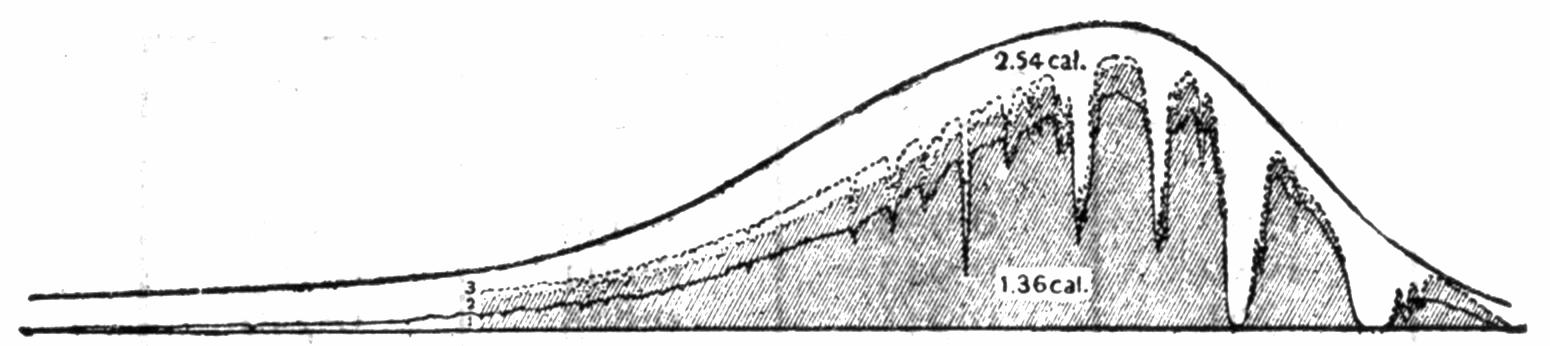
Wyniki pomiarów promieniowania słonecznego, wykonanych przez S. P. Langleya w 1893 roku na Mount Whitney (zob. historia pomiarów stałej słonecznej)

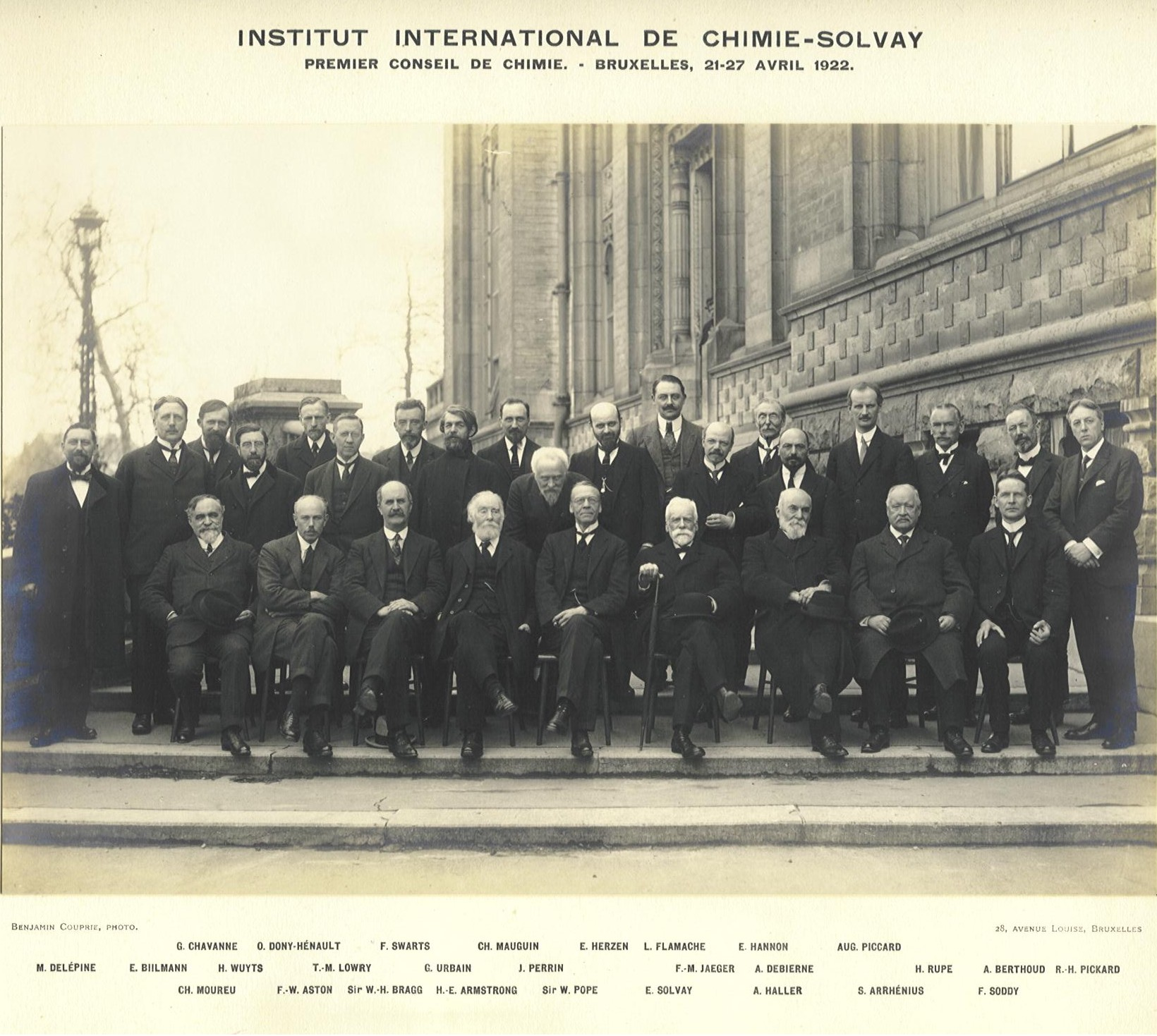
Svante August Arrhenius
(siedzi drugi z prawej)
wśród uczestników Kongresu Solvaya, Bruksela 1922
(1st Solvay Conference on Chemistry, Cinq Questions d’Actualité)

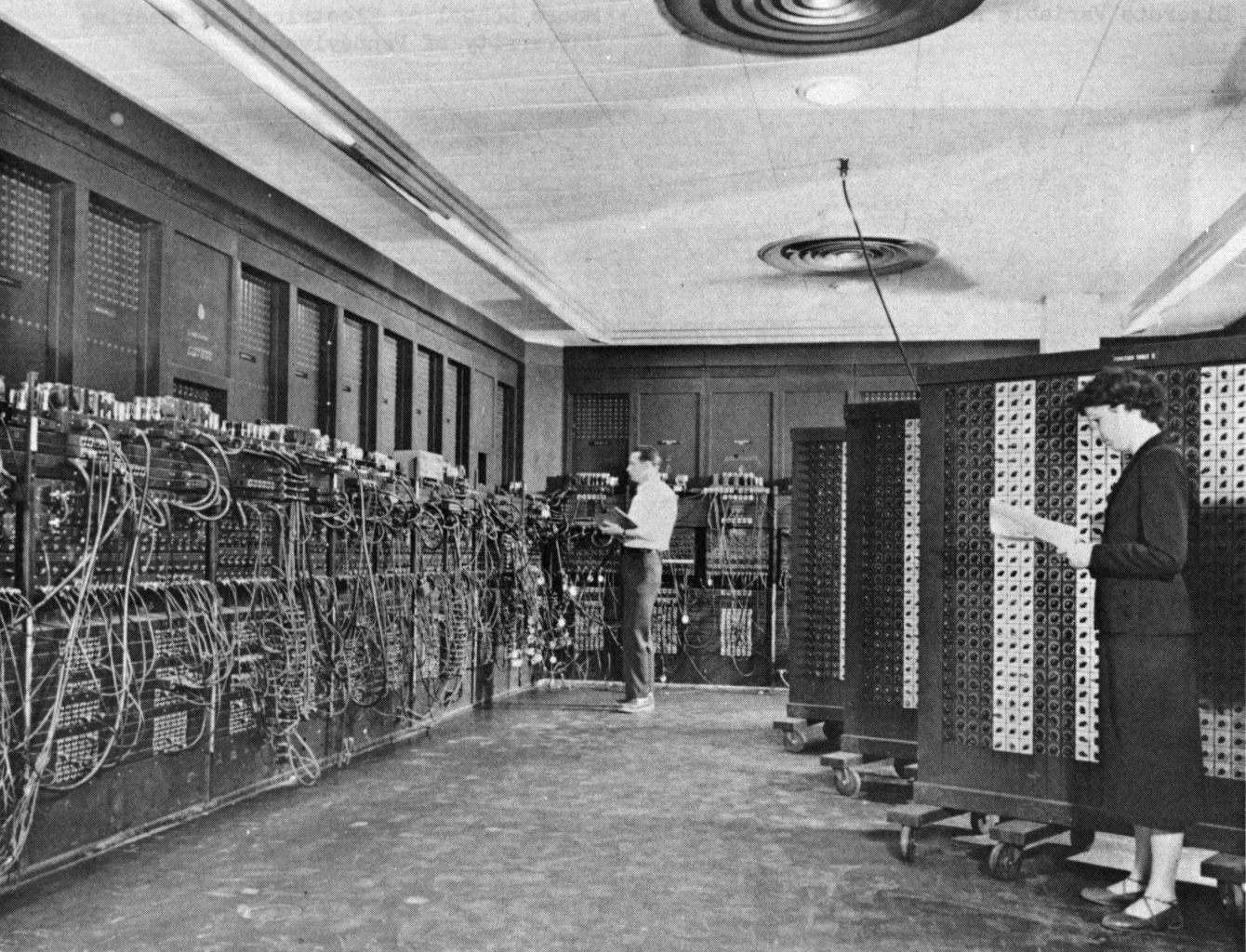
ENIAC – komputer używany w latach 50. XX w. m.in. przez Normana A. Phillipsa (1923–2019), twórcę pierwszego modelu klimatycznego

Badania naukowe dotyczące przyrody (łac. natura) są niejednoznacznie określane jako nauki przyrodnicze. Należą do nich „nauki o Ziemi”, interesujące już starożytnych (np. żywioły Platona i in.). Ich zakres ulegał zmianom wraz z rozwojem wiedzy i naukowych metod jej poznawania i komunikowania.
W XVIII w. Georges-Louis Leclerc, Comte de Buffon (1707–1788), francuski filozof, przyrodnik (biologia, kosmologia) i matematyk, jeden z pierwszych uczonych poszukujących m.in. pozareligijnych wyjaśnień dla powstania Układu Słonecznego (był przedstawicielem deizmu). Opracował 44-tomowe dzieło Histoire naturelle, générale et particulière contenant les époques de la nature (współpracownicy: Bernard Germain de Lacépède, Louis Jean Daubenton). Tom Epoki natury przetłumaczył na język polski Stanisław Staszic (wyd. Warszawa 1786, Kraków 1803.
Współcześni polscy naukowcy i autorzy popularnej książki „Nauka o klimacie” (PWN 2019) w rozdziale dot. historii klimatologii wyróżniają naukowców (XVIII–XX w.):
William Herschel (1738–1822)– brytyjski astronom, odkrywca Urana, prekursor badań zmienności aktywności Słońca (autor m.in. Experiments on the refrangibility of the invisible rays of the Sun (1800), odkrywca promieniowania podczerwonego
Jean Baptiste Joseph Fourier (1768–1830)– francuski fizyk i matematyk (zob. np. Szereg Fouriera), który spostrzegł, że istnieje niewidzialne promieniowanie termiczne („ciemne ciepło”), a atmosfera ma własności izolacyjne (korzystał z wynalazków Horacego Bénédicta de Saussure, 1740–1799); sporządził pierwszą ścisłą analizę energetycznego bilansu Ziemi, co sprawia, że bywa uznawany za ojca klimatologii fizycznej
John Tyndall (1820–1883)– irlandzki filozof przyrody i badacz zajmujący się zjawiskami z zakresu magnetyzmu, glacjologii, chemii fizycznej, bakteriologii i in. We wstępie do artykułu z 1861 roku napisał:
Badania lodowców, które miałem zaszczyt przedstawiać od czasu do czasu do wiadomości Towarzystwa Królewskiego, skierowały moją uwagę w szczególny sposób na obserwacje i spekulacje De Saussure’a, Fouriera, M. Pouilleta i pana Hopkinsa, w sprawie przesyłania ciepła słonecznego i ziemskiego przez atmosferę ziemską…
Samuel Pierpont Langley (1834–1906)– amerykański fizyk i astronom zainteresowany możliwościami pomiarów energii promieniowania słonecznego (zob. bolometr i metoda Langleya)
Svante Arrhenius (1859–1927)– szwedzki chemik i fizyk, jeden z twórców chemii fizycznej, wyróżniony w 1903 roku Nagrodą Nobla w dziedzinie chemii za teorię dysocjacji elektrolitycznej (nagrodę w dziedzinie fizyki przyznano w tymże roku za odkrycie i badania radioaktywności; Henri Becquerel, Maria Skłodowska-Curie i Pierre Curie). Kontynuując prace Fouriera, Tyndalla i Langleya rozpoczął pionierskie poszukiwania odpowiedzi na pytanie, czy przyczyną opisywanych przez geologów epok lodowcowych mógł być spadek stężenia CO2 w atmosferze. W obliczeniach uwzględniał zmiany temperatury powierzchni Ziemi, zmiany zawartości pary wodnej w powietrzu, zmiany albedo stref biegunowych. Wykazał, że spadek zawartości CO2 z ówczesnego poziomu 300 ppm do 150 ppm temperatura w Europie spowoduje prawdopodobnie obniżenie temperatury o 4–5 °C, a ochłodzenie będzie najsilniejsze w strefach polarnych. Wyniki obliczeń konsultował z Arvidem Högbomem, geologiem zajmującym się m.in. emisjami wulkanicznymi. W 1908 roku twierdził, że podwojenie stężenia CO2 w powietrzu może spowodować wzrost temperatury powierzchni Ziemi o 5–6 °C w ciągu kilkuset lat.
W 1931 roku obliczenia powtórzył amerykański geofizyk E.O.Hulburt (1890–1982). Opierając się na dokładniejszych danych wykazał, że rezultatem tego podwojenia będzie wzrost temperatury o 4 °C.
Nowe techniki obliczeniowe i „kwantyfikacja cyklu węglowego”
W czasie II wojny światowej i późniejszym okresie zimnej wojny zintensyfikowano badania atmosfery finansowane przez Office of Naval Research (ONR), stosując udokonalane techniki obliczeń komputerowych. W 1956 roku należący do zespołu Jule Charney’a Norman A. Phillips (1923–2019), stworzył pierwszy numeryczny model globalnej cyrkulacji w atwmosferze – protoplastę współczesnych modeli klimatu.
Rozwój metod modelowania matematycznego wymaga aktualizacji interdyscyplinarnej wiedzy o atmosferze i pozostałych częściach „maszyny klimatycznej” Ziemi. Konieczne są dalsze badania ich właściwości oraz szybkich i powolnych przekształceń, zachodzących w czasie cyrkulacji i wzajemnych oddziaływań. Konieczne jest równoczesne uwzględnienie takich procesów jak transpiracja, fotosynteza, ewolucja biologiczna, koewolucja, metamorfizm, erozja, wietrzenie i wiele innych.
Do czołówki geologów i geofizyków, zajmujących się komputerowym modelowaniem zmian stężenia atmosferycznego CO2 w fanerozoiku jest zaliczany Robert Berner (1935–2015) nazwany „geochemikiem, który określił ilościowo cykl węglowy”, autor licznych książek i artykułów naukowych, m.in.
- Early Diagenesis: A Theoretical Approach (1980, 2020)[159]
- The Phanerozoic Carbon Cycle: CO2 and O2 (2008)[14]
- Global Environment: Water, Air, and Geochemical Cycles (wyd. 2 2012)[67]
- A model for atmospheric CO2 over phanerozoic time (1991)[160]
- The carbon cycle and CO2 over Phanerozoic time: the role of land plants (1998)[161]
- A New Look at the Long-term Carbon Cycle (1999)[162]
- Examination of hypotheses for the Permo–Triassic boundary extinction by carbon cycle modeling (2002)[163] (wymieranie permskie)
- Robert A. Berner, The long-term carbon cycle, fossil fuels and atmospheric composition[58]

Robert Berner był również znany jako twórca i współtwórca cenionych modeli klimatycznych, m.in.:
- BLAG Model (Berner, Lasaga, Garrels; 1983)[164]
- GEOCARB III: A Revised Model of Atmospheric CO2 over Phanerozoic Time (2001)[165]
- COPSE: A new model of biogeochemical cycling over Phanerozoic time (2004)[166]
- GEOCARBSULF: A combined model for Phanerozoic atmospheric O2 and CO2 (2006)[167]

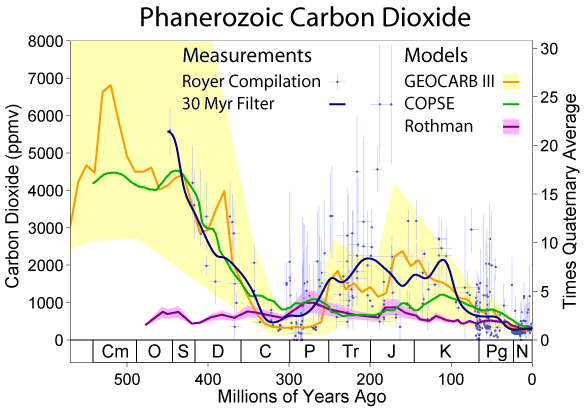
Zestawienie oszacowań stężenia dwutlenku węgla w atmosferze fanerozoiku,
wykonanych różnymi metodami (opis):
- model geochemiczny GEOCARB III (Robert A. Berner, Zavareth Kothavala)
- model geochemiczny COPSE (Noam Bergman, Timothy M. i wsp.)
- analiza korelacji między radiometrycznymi sygnałami izotopów strontu (Sr^{86}/Sr^{87}) i węgla oraz globalnymi wskaźnikami wietrzenia i aktywności magmatycznej (Daniel Rothman)

Dorobek wymienionych i wielu innych naukowców, poszukujących odpowiedzi na pytania o rolę dwutlenku węgla w zmiennym ziemskim systemie klimatycznym od jego powstania do dzisiaj, jest wykorzystywany w czasie analiz skali zagrożeń spowodowanych współczesnym globalnym ociepleniem, wymagających radykalnego przeciwdziałania. Prace koordynuje Międzyrządowy Zespół ds. Zmian Klimatu (IPPC od. ang. Intergovernmental Panel on Climate Change) utworzony w 1988 roku w ONZ (wniosek WMO i UNEP).
W zakres pracy wymienionych agend ONZ wchodzi modelowanie klimatu obejmujące coraz większy zakres powiązanych zjawisk:
połowa lat 70. XX w.promieniowanie słoneczne, efekt cieplarniany, podstawowe zjawiska meteorologiczne, takie jak opady
połowa lat 80 XX w.dodatkowo: powierzchnia lądowa z roślinnością, pokrywa lodowa, zachmurzenie
1990 – 1 raport IPPC, FARFirst Assessment Report: dodatkowo: ocean traktowany jako nieruchomy zbiornik wodny
1995 – 2 raport IPPC, SARSecond Assessment Report: dodatkowo: aerozole siarczanowe i wulkany
2001 – 3 raport IPPC, TARThird Assessment Report: dodatkowo inne aerozole, cykl węglowy, rzeki i cyrkulacja oceaniczna
2007 – 4 raport IPPC, AR4Fourth Assessment Report: ulepszone algorytmy, poprawiona rozdzielczość modeli; od 2007 roku jest też aktywny projekt CMIP5 – międzynarodowa inicjatywa porównywania połączonych modeli klimatu, opisujących oddziaływanie atmosfery i oceanu
2014 – 5 raport IPPC, AR5Fifth Assessment Report

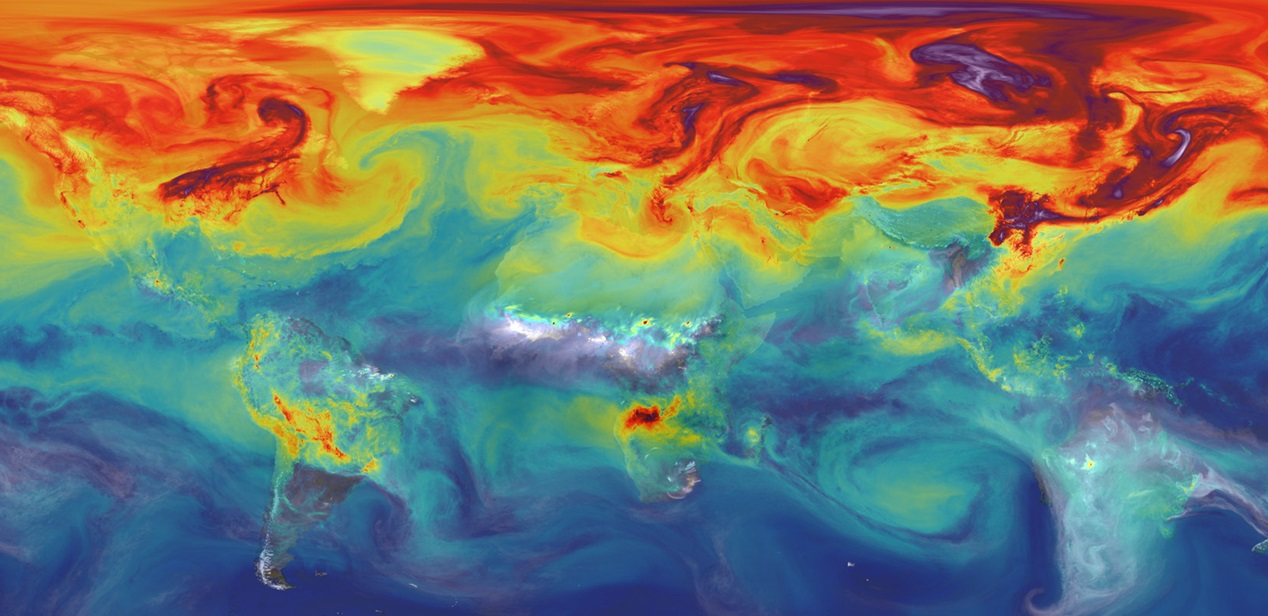
Współczesne superkomputery NASA tworzą symulacje zawartości dwutlenku węgla w atmosferze np. w sytuacji, gdy ląd i ocean pochłoną ok. połowę globalnej emisji CO_{2}

Publikację Szóstego Raportu Oceniającego, AR6 (ang. Sixth Assessment Report) zaplanowano na 2022 rok. W okresie między publikacjami AR5 i AR6 opracowano trzy raporty specjalne nt.:
- Globalne ocieplenie klimatu o 1,5 °C
- Zmiana klimatu i systemy lądowe
- Oceany i kriosfera

W 2018 roku opublikowano raport zawierający kluczową konkluzję dotyczącą ograniczenia wzrostu globalnej temperatury do 1,5 °C: aby mieć 66-procentową szansę osiągnięcia tego celu, światowe emisje gazów cieplarnianych do 2030 roku powinny spaść o ponad połowę. Raport został oparty na ok. 20 tys. publikacji i 100 tys. opinii 2,5 tys. recenzentów.